# Sorbolo
Sorbolo là một đô thị ở tỉnh Parma ở vùng Emilia-Romagna, tọa lạc cách khoảng 80 km về phía tây bắc của Bologna và khoảng 11 km về phía đông bắc của Parma. Đến thời điểm ngày 31 tháng 12 năm 2004, đô thị này có dân số 9.211 người và diện tích là 39,6 km².
Đô thị Sorbolo bao gồm các frazioni (đơn vị trực thuộc, làng) Bogolese, Casaltone, Coenzo, Corte Godi, Enzano, Frassinara, and Ramoscello.
Sorbolo tiếp giáp các đô thị sau đây: Brescello, Gattatico, Mezzani, Parma.